# Kalakoti, Savanur
Kalakoti là một làng thuộc tehsil Savanur, huyện Haveri, bang Karnataka, Ấn Độ.